# Credens (sacristie)

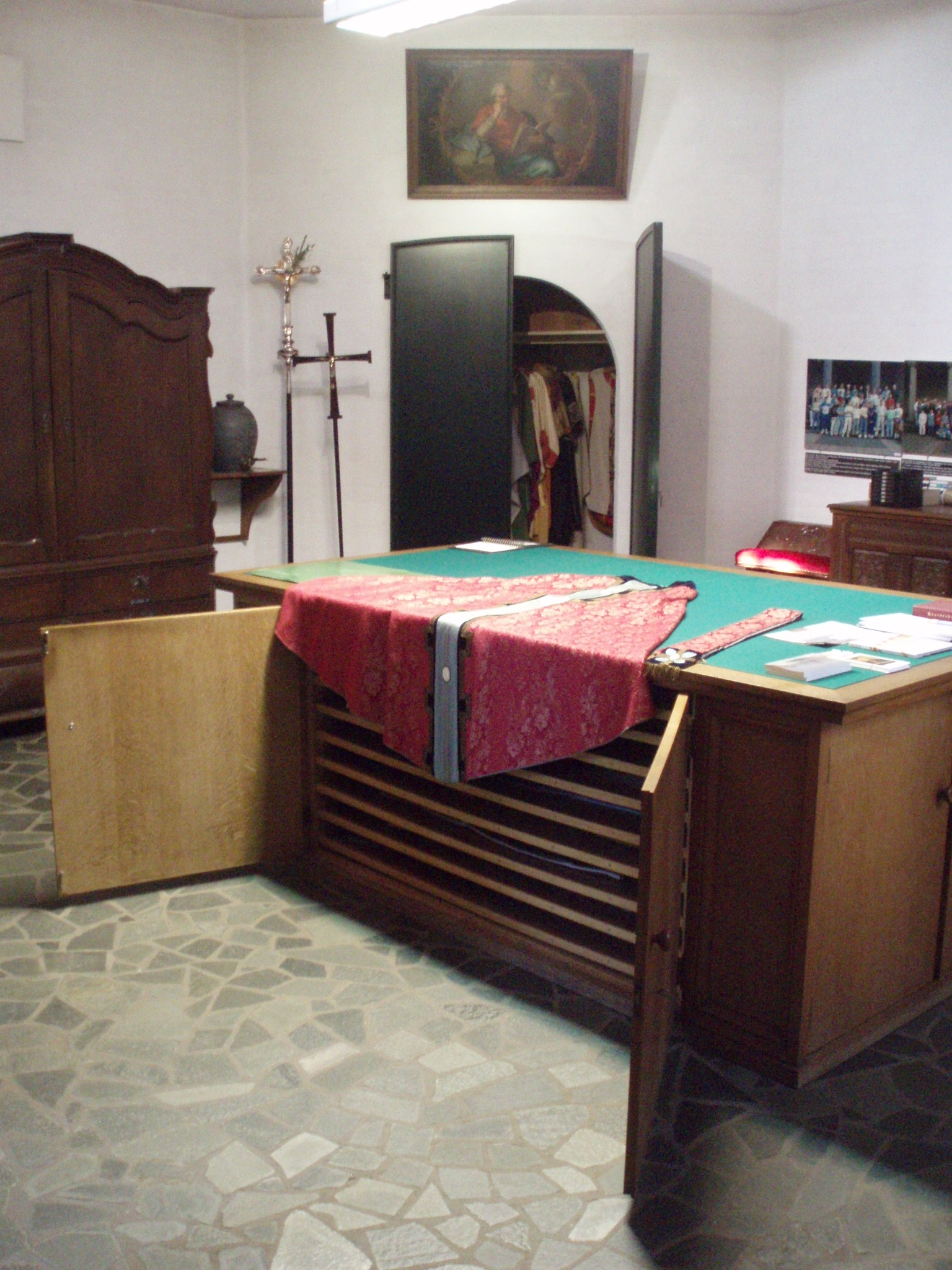
Sacristiecredens waarop een kazuifel gereed ligt

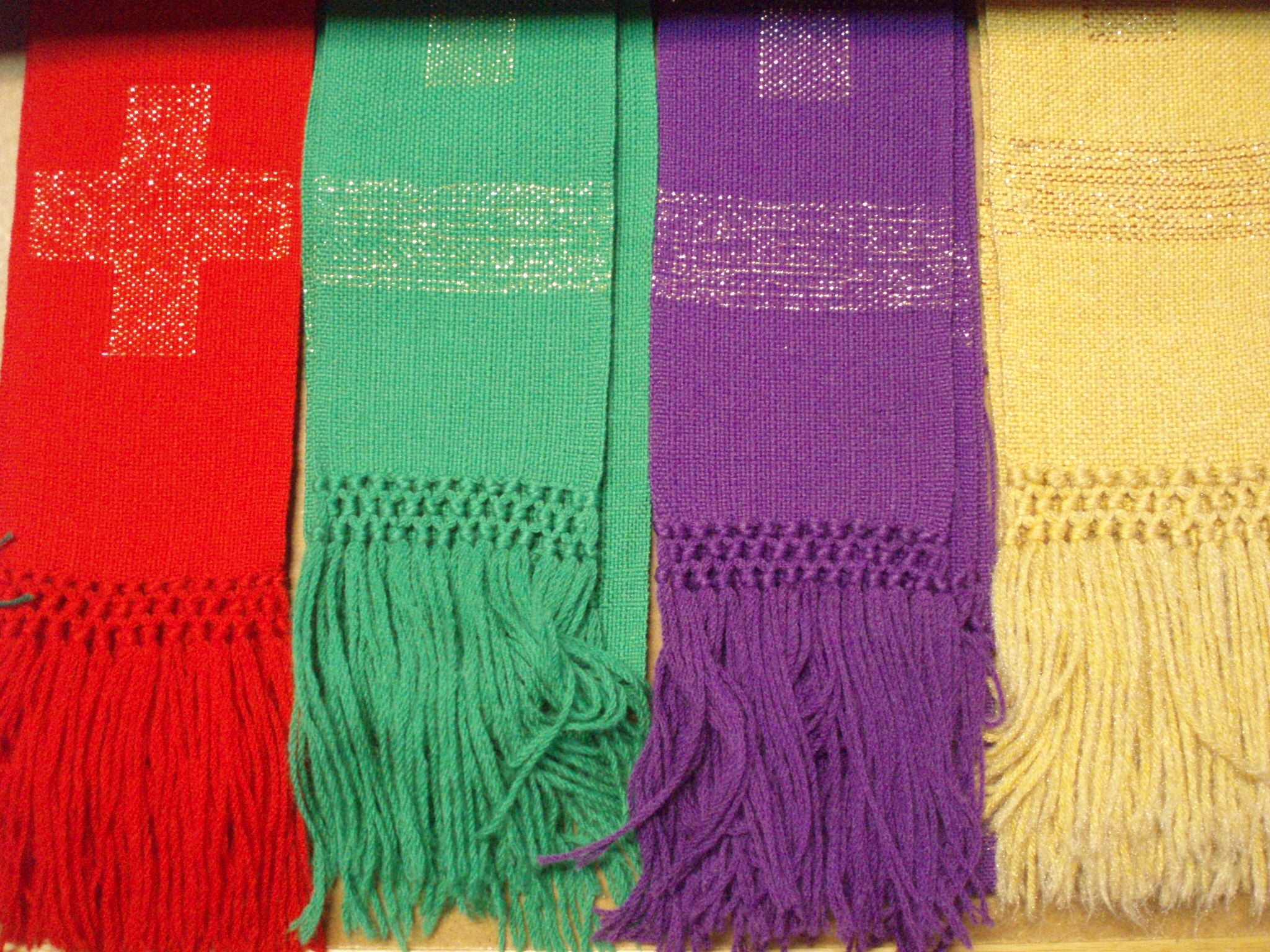
Stola's, ordelijk gerangschikt in de sacristiecredens

De sacristiecredens is in de rooms-katholieke sacristie het meubel waarin de gewaden worden bewaard. Het is in feite een ladekast met extreem brede en ondiepe laden waarin de gewaden plat liggend worden bewaard. Het meubel is ongeveer één meter tien hoog, zodat de gewaden die erbovenop liggen makkelijk door de priester kunnen worden "aangeschoten." Daartoe worden deze gewaden dan ook over elkaar in de juiste volgorde op de credens klaargelegd, van bovenop naar onderen: amict, albe, cingel, stola, kazuifel. Het woord 'credens' wordt uitgesproken met de klemtoon op de tweede lettergreep.